# Герб Филиппин
Герб Филиппин был принят в 1940 году. Это щит с солнцем Филиппин посередине, 8 лучей которого представляют 8 областей (Батангас, Булакан, Кавите, Манила, Лагуна, Нуэва Эсиха, Пампанга и Тарлак); тремя пятиконечными звёздами, представляющими три островные группы: Лусон, Висайя и Минданао, составляющими Филиппинский архипелаг. В напоминание о колониальном прошлом Филиппин в синей области герба изображён белоголовый орлан — национальный символ Соединённых Штатов, в красной области справа — восстающий лев — символ былого господства Испании.
Надпись на ленте — «Республика Филиппины» на языке филипино.

## История

Колониальный герб Манилы
Герб Испанской Ост-Индии (1565–1899).
Герб Филиппин 1899-1901
Герб Филиппин 1901-1935
Герб Содружества Филиппины 1935-1940
Герб Филиппин 1940-1941
Герб Содружества Филиппины 1941-1943
Герб Второй Республики 1943
Герб Второй Республики 1943-1945
Герб Филиппин 1945-1946
Герб Филиппин 1946-1978
Герб Филиппин 1978-1985
Герб Филиппин 1985-1986
Герб Филиппин 1986-1998
Герб Филиппин 1998- н.в